# Bifidobacterium bifidum
Bifidobacterium bifidum conegut de forma informal com bifidus, és l'espècie de bifidobacteri específica dels humans. Es tracta d'un actinobacteri bifidobacterial anaerobi Gram positiu.
Estè constituït de bacils en forma de «Y», anaerobis estrictes, que presenten un test negatiu per a la catalasa. És immòbil.
Aquests bacteris produeixen àcid làctic i acètic a partir de la lactosa.
Es troben en quantitats importants als intestins dels nadons acondició que s'alimentin amb llet materna i també, en menor concentració, es troben a la flora intestinal dels adults.
Se li reconeixen virtuts antitumorals. En els aliments probiòtics que el contenen semblen millorar l'equilibri microbià intestinal i eviten el pas de bacteris patògens. Aquests bacteris ajuden a regular i mantenir el pH adequat en l'intestí gros.